# Skeeter Jackson
Skeeter Jackson (Monroe, Luisiana; 7 de diciembre de 1957) es un exjugador de baloncesto franco-estadounidense. Con 2.04 metros de estatura, jugaba en la posición de ala-pívot. Obtuvo la nacionalidad francesa tras su matrimonio con su mujer Caroline, relación de la que nació su hijo Edwin, que llegaría a convertirse también en jugador profesional.

## Trayectoria
Luego de jugar cuatro años con los Southwestern Oklahoma State Bulldogs en la División II de la NCAA, Jackson decidió desarrollar una carrera como deportista profesional fuera de su país. 
Su primer destino fue el Saint-Denis de la cuarta división francesa, pero no tardó en dejar el país para instalarse en la Argentina y jugar con el Don Orione de la provincia del Chaco.
En 1982 regresó a Francia. Tras actuar en el Asnières Sports y en el Saint-Charles Charenton en la tercera división, dio el salto hacia la élite del baloncesto profesional francés al ser fichado por el Paris Basket Racing en 1985. Tres años después, luego de haber sido incluido entre el All-Star de la Ligue Nationale de Basket-ball, pasó al Pau-Orthez, en donde jugaría hasta 1990.
Los últimos años de su carrera profesional los pasó entre el Basket CRO Lyon y el Besançon BCD, a los que ayudó a ascender desde la segunda a la primera categoría de Francia. 

### Clubes
| Club                    | País      | Año         |
| ----------------------- | --------- | ----------- |
| Saint-Denis             | Francia   | 1979        |
| Don Orione              | Argentina | 1979 - 1982 |
| Asnières Sports         | Francia   | 1982 - 1984 |
| Saint-Charles Charenton | Francia   | 1984 - 1985 |
| Racing Paris            | Francia   | 1985 - 1988 |
| Pau-Orthez              | Francia   | 1988 - 1990 |
| Basket CRO Lyon         | Francia   | 1990 - 1994 |
| Besançon BCD            | Francia   | 1994 - 1997 |
| Basket CRO Lyon         | Francia   | 1997 - 1998 |

## Selección nacional
Tras nacionalizarse francés, llegó a disputar 41 partidos con la selección francesa, en los que promedió 5,5 puntos por encuentro.
Integró el equipo que compitió en el Preolímpico Europeo de Baloncesto de 1988 y en el Eurobasket 1989.